# IMovie
O iMovie é um software de edição de vídeos criado pela Apple Inc., como parte da suíte de aplicativos iLife para Macintosh, que permite aos utilizadores editar os seus próprios filmes caseiros. As versões anteriores do iMovie (2.0.3 e anteriores) funcionam no Mac OS 9, mas desde a versão 3, o iMovie só funciona no Mac OS X.
Quando o iMovie foi lançado, tornou-se popular por sua simplicidade, aproveitando que a maioria das tarefas eram fáceis de executar, somente clicar e arrastar. 
O conteúdo de vídeo pode ser importado do disco rígido do usuário, de uma câmera de vídeo conectada com FireWire, de uma webcam ou câmera iSight. Os filmes importados podem ser divididos em fragmentos e remontados em uma ordem diferente, como o programa apoia edição não linear. Os sons e as músicas são tiradas do programa de biblioteca de música iTunes.
No início de 2005, a Apple lançou o iMovie HD, como parte do iLife '05, incluindo suporte para edição de vídeo de alta definição.

## iMovie '11
O iMovie '11 (versão 9) foi lançado em 20 de outubro de 2010 como parte integrante da suíte iLife '11. Em 6 de janeiro de 2011, a Apple começou a distribuir o programa na Mac App Store, juntamente com outros programas produzidos pela empresa, como o Aperture, a suíte iWork e o restante da suíte iLife. 

## iMovie para iOS
Em 7 de junho de 2010, Steve Jobs anunciou em sua apresentação na WWDC que o iPhone 4 suportaria uma versão do iMovie para o sistema iOS que continha inúmeras funcionalidades básicas da versão para a plataforma Mac. O aplicativo foi disponibilizado pelo valor de 4.99 dólares; e lançado oficialmente no dia 24 de junho de 2010, para coincidir com o lançamento do iPhone 4. 